# انتخابات سراسری بریتانیا (۲۰۱۷)
انتخابات سراسری بریتانیا در روز پنج‌شنبه ۸ ژوئن ۲۰۱۷ برابر با ۱۸ خرداد ۱۳۹۶ به منظور انتخاب اعضای پنجاه و هفتمین پارلمان این کشور برگزار شد. بر اساس قانون دوره‌های ثابت پارلمان مصوب ۲۰۱۱ قرار بر این بود که انتخابات پارلمانی در بریتانیا روز ۷ مه ۲۰۲۰ برگزار شود. اما در تاریخ ۱۹ آوریل ۲۰۱۷، ترزا می نخست‌وزیر این کشور با داشتن اکثریت ۱۲نفری در مجلس به امید دست‌یابی به آرای بیشتر و پشتیبانی یک‌پارچه‌تر در مذاکرات خروج بریتانیا از اتحادیه اروپا، تقاضای انتخابات زودهنگام کرد و توانست نظر بیش از دو سوم نمایندگان پارلمان را که برای تصویب آن لازم بود، با خود همراه سازد. از میان نمایندگان حاضر در مجلس عوام بریتانیا که ۶۵۰ نفر عضو دارد، ۵۲۲ نماینده موافق و ۱۳ نفر مخالف این انتخابات بودند.
اما در نهایت حزب حاکم (محافظه‌کار) نتوانست اکثریت مطلق را دوباره بدست آورد.
در بریتانیا ۶۵۰ حوزه انتخابیه وجود دارد و هر حوزه دارای یک کرسی در مجلس عوام (مجلس سفلی) است. الیزابت دوم ملکه (وقت) بریتانیا پس از انتخابات از رهبر حزب برنده یا رهبر ائتلافی که توانسته بود اکثریت را با خود همراه سازد دعوت می‌کرد تا نخست‌وزیر بریتانیا شود و کابینه دولت خود را تشکیل دهد. در صورتی که دولت مستقر اکثریت را می‌برد، تغییر اعضای کابینه لزومی پیدا نمی‌کرد.
انتخابات ۲۰۱۷ آخرین انتخابات سراسری پیش‌بینی‌شده پیش از خروج بریتانیا از اتحادیه اروپا بود و مارس ۲۰۱۹ قرار بود که آخرین مرحله از روند خروج بریتانیا از این اتحادیه انجام شود.

## نظرسنجی‌ها
نظرسنجی‌های انجام‌شده نشان می‌داد محافظه‌کاران با رهبری ترزا مِی از اقبال بیشتری نسبت به حزب کارگر تحت رهبری جرمی کوربین، برخوردار بودند. اما این اقبال به اندازه‌ای نبود که محافظه‌کاران بتوانند این‌بار هم اکثریت مطلق کرسی‌های مجلس عوام را به دست آورند. برابر سنت مرسوم ملکه الیزابت برای فراهم کردن مقدمات برگزاری انتخابات، در تاریخ ۳ مه ۲۰۱۷، مجلس عوام را تا پایان برگزاری انتخابات یعنی تا روز ۸ ژوئن ۲۰۱۷ منحل اعلام کرد.

## میزان مشارکت
این انتخابات بالاترین میزان مشارکت مردم را از زمان انتخابات ۱۹۹۷ میلادی داشت. میزان مشارکت در این انتخابات به حدود ۶۹درصد رسید.

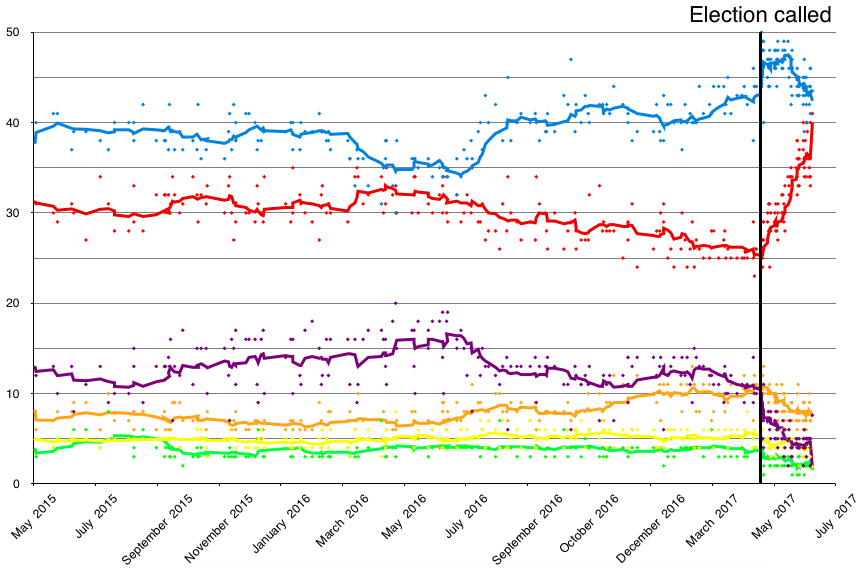
نظرسنجی از مردم بریتانیا در مورد انتخابات ۲۰۱۷ شامل نظرسنجی‌های پیش از ۲۱ آوریل ۲۰۱۷ هم می‌شود. (میانگین بر اساس ده نظرسنجی آخر حساب شده)
محافظه‌کار
کارگر
یوکیپ
لیبرال‌دموکرات‌ها
اس‌ان‌پی
سبزها

## نتایج
حزب محافظه‌کار بریتانیا با آنکه ۱۳ کرسی خود را نسبت به انتخابات سال ۲۰۱۵ میلادی از دست داد ولی چون در این انتخابات موفق شد ۳۱۸ کرسی به دست آورد، باز هم به عنوان حزب اول مجلس عوام شناخته شد. سهم حزب کارگر با افزایش ۳۰ کرسی به ۲۶۲ کرسی رسید. حزب ملی اسکاتلند ۱۹ کرسی از دست داد و شمار نمایندگان آن به ۳۵ نفر رسید. بدین ترتیب، حزب محافظه‌کار با ۸ کرسی کمتر از حدنصاب لازم برای کسب اکثریت مطلق نتوانست به تنهایی دولت تشکیل دهد. پیش‌بینی‌های حزب محافظه‌کار برای بدست آوردن کرسی‌های بیشتر، به وقوع نپیوست. پیش‌بینی می‌شد کاهش کرسی‌های حزب محافظه‌کار در مجلس عوام، سبب پیچیده‌تر و سخت‌تر شدن مذاکرات جدایی بریتانیا از اتحادیهٔ اروپا شود.

### حزب کارگر
جرمی کوربین، رهبر حزب کارگر، در جلب مشارکت جوانان بریتانیایی برای شرکت در انتخابات و رأی به نامزدهای این حزب بسیار موفق عمل کرد. نامزدهای گوناگون این حزب در سراسر بریتانیا در مجموع توانستند بیش از ۱۲ میلیون و ۸۰۰ هزار رأی بدست آورند و با تصاحب ۲۶۲ کرسی از ۶۵۰ کرسی مجلس عوام، جایگاه خود را به عنوان دومین حزب در پارلمان بریتانیا مستحکم ساختند.

### حزب ملی اسکاتلند
حزب ملی‌گرای اسکاتلند که یک حزب ملی‌گرا و سوسیال‌دمکرات است، با کسب ۳۵ کرسی توانست باز هم به عنوان سومین حزب بزرگ مجلس عوام درآید. شایان ذکر است که این حزب در انتخابات سال ۲۰۱۵ میلادی موفق به تصاحب ۵۶ کرسی شده‌بود. رهبر پیشین این حزب، کرسی خود را به نامزد معرفی شده از سوی حزب محافظه‌کار اسکاتلند واگذار کرد.

### حزب لیبرال دموکرات
حزب لیبرال دموکرات در این انتخابات تنها توانست ۱۲ کرسی از ۶۵۰ کرسی پارلمان را در اختیار گیرد. نیک کلگ، رهبر پیشین این حزب، که مدتی هم معاون نخست‌وزیر سابق بریتانیا بود، نامزد یکی از حوزه‌های انتخاباتی شد، ولی کرسی خود را به نامزد حزب کارگر واگذار کرد. سؤالی که در طول شب انتخابات در جستجوگر گوگل بارها تکرار شده بود این بود که: "نیک کلگ کیست؟"

### حزب محافظه‌کار اسکاتلند
موفق‌ترین حزب در این انتخابات حزب محافظه‌کار اسکاتلند بود.

### حزب اتحادگرای دموکراتیک
حزب اتحادگرای دموکراتیک که فقط در ناحیه ایرلند شمالی فعالیت می‌کند، در این انتخابات توانست با کسب ۱۰ کرسی از ۶۵۰ کرسی مجلس عوام، موقعیت خود را به عنوان پنجمین حزب قدرتمند در پارلمان بریتانیا تثبیت کند. قرار بود دولت بریتانیا، ائتلافی باشد از حزب محافظه‌کار با این حزب. حزب اتحادگرای دموکراتیک گرایش راست دارد و طرفدار یکپارچه شدن ایرلند شمالی با بریتانیاست. از سوی دیگر این حزب خواهان جدا شدن بریتانیا از اتحادیه اروپا است. این حزب، بر ضد مهاجرت و نیز بر ضد آزادی سقط جنین فعالیت می‌کند و منکر تأثیر بشر بر پدیده گرمایش جهانی است.

### کاهش ارزش پوند
در صبح روز جمعه ۱۹ خرداد ۱۳۹۶ خورشیدی، بلافاصله پس از اعلام نتایج انتخابات، بیش از ۲ درصد از ارزش پوند استرلینگ در برابر دلار آمریکا کاسته شد. به این ترتیب، هر پوند استرلینگ در برابر ۱٫۲۶ دلار آمریکا مبادله شد. این بیشترین کاهش ارزش پوند استرلینگ در طول یک روز در طی یک سال پس از برگزاری همه‌پرسی خروج بریتانیا از اتحادیه اروپا به‌شمار می‌رود.

## تغییرات انسانی

### موفقیت زنان
حدود صد سال است که قانون اساسی بریتانیا امکان ورود نمایندگان زن را به پارلمان فراهم کرده‌است. در این انتخابات ۲۰۸ زن موفق به ورود به پارلمان شدند و رکورد حضور زنان در پارلمان را شکستند. در سال ۲۰۱۵ میلادی ۱۹۱ زن به پارلمان راه یافته‌بودند. هم‌اکنون، حزب کارگر ۱۱۹، حزب محافظه‌کار ۶۷، حزب استقلال اسکاتلند ۱۲ و حزب لیبرال دموکرات ۴ نماینده زن در پارلمان دارند.
در انتخابات ۲۰۱۷ میلادی، حدود ۳۰ درصد از نامزدها را زنان تشکیل می‌دادند. در حالی‌که در سال ۲۰۱۵ حدود ۲۶درصد از نامزدها زن بودند.

### افزایش نمایندگان طبقه متوسط
بعد از این انتخابات کرسی‌های مجلس بریتانیا دیگر در انحصار مردان سفیدپوست و تحصیل کردگان مدرسه‌های خصوصی باقی نماند و تعداد نمایندگانی که در مدرسه‌های دولتی درس خوانده‌اند افزایش پیدا کرد. بیش از نیمی از نمایندگان مجلس جدید، تحصیل کردهٔ مدرسه‌های دولتی بودند.
دیوید کامرون (نخست‌وزیر پیشین)، جرج آزبرن (وزیر دارایی پیشین) و بوریس جانسون (وزیر امور خارجه کنونی)، نمونه‌ای از بسیاری از نمایندگانی بودند که در مدرسه‌های خصوصی گران‌قیمت تحصیل کرده‌اند.

### اقلیت‌های نژادی
در انتخابات سال ۱۹۸۷ میلادی، اولین نماینده سیاه‌پوست وارد پارلمان بریتانیا شد. در این انتخابات، حزب کارگر ۳۲ نماینده، حزب محافظه‌کار ۱۹ و حزب لیبرال دموکرات، یک نماینده از اقلیت‌های نژادی، در مجلس داشتند.

### دگرباشان جنسی
۴۵ نماینده پارلمان جدید، خود را دگرباش جنسی معرفی کردند؛ بنابراین در مقایسه با انتخابات پیشین، تعداد این نماینده‌ها ۴۰ درصد بیشتر شد.
| حزب                           | حزب | رهبر                         | کرسی‌ها | کرسی‌ها | کرسی‌ها     |
| حزب                           | حزب | رهبر                         |        | از کل  |            |
| ----------------------------- | --- | ---------------------------- | ------ | ------ | ---------- |
| حزب محافظه‌کار                 |     | ترزا می                      | ۳۱۸    | ۴۹٫۲٪  | ۳۱۸ از ۶۵۰ |
| حزب کارگر                     |     | جرمی کوربین                  | ۲۶۲    | ۴۰٫۶٪  | ۲۶۲ از ۶۵۰ |
| حزب ملی اسکاتلند              |     | نیکولا استورجن               | ۳۵     | ۵٫۴٪   | ۳۵ از ۶۵۰  |
| حزب لیبرال دموکرات            |     | تیم فارون                    | ۱۲     | ۱٫۹٪   | ۱۲ از ۶۵۰  |
| حزب اتحادگرای دموکراتیک       |     | آرلین فاستر                  | ۱۰     | ۱٫۵٪   | ۱۰ از ۶۵۰  |
| شین فین                       |     | میشل اونیل                   | ۷      | ۱٫۱٪   | ۷ از ۶۵۰   |
| پلاید کامری                   |     | لیان وود                     | ۴      | ۰٫۶٪   | ۴ از ۶۵۰   |
| حزب سبز                       |     | جاناتان بارتلی کارولین لوکاس | ۱      | ۰٫۲٪   | ۱ از ۶۵۰   |
| نامزد مستقل                   |     | اطلاعات موجود نیست           | ۱      | ۰٫۲٪   | ۱ از ۶۵۰   |
| حزب استقلال پادشاهی متحده     |     | پل نوتال                     | ۰      | ۰٫۰٪   | ۰ از ۶۵۰   |
| حزب سوسیال دموکراتیک و کارگری |     | کولوم ایستوود                | ۰      | ۰٫۰٪   | ۰ از ۶۵۰   |
| حزب اتحادگرای اولستر          |     | رابین سوان                   | ۰      | ۰٫۰٪   | ۰ از ۶۵۰   |